# پری‌زاد (فیلم)
پریزاد فیلمی به کارگردانی و نویسندگی سیامک یاسمی محصول سال ۱۳۵۲ است.

## خلاصه داستان
حسن (رضا ارحام صدر) آرایشگر جوانی است که درآمد کافی ندارد و تنگناهای مالی او را مستأصل کرده‌است و از طرفی عاشق نسرین (مینو) دختر چنگیز است که منزل آنها در همسایه روبرویی آرایشگاه او قرار دارد. مادر حسن (گیتی فروهر) که ناامیدی فرزندش را می‌بیند وصیت‌نامه شوهرش را به حسن می‌دهد و حسن درمی‌یابد که پدرش مبلغ هنگفتی نزد چنگیز (اکبر خواجوی) به امانت گذاشته‌است. حسن با در دست داشتن سندی که نشان دهنده وجود این مبلغ هنگفت در نزد چنگیز است به پیش او می‌رود ولی چنگیز حاضر به بازپس دادن بدهی خود نمی‌شود و با دریافت سند پول مبادرت به خوردن برگه کاغذی این سند می‌کند و به همین علت نزاعی بین او و حسن درمی‌گیرد، چنگیز در نزاع با حسن از هوش می‌رود. حسن که تصور می‌کند چنگیز را به قتل رسانده، با شاگردش غلام (علی میری) می‌گریزد و از شهر خارج می‌شود. از طرف دیگر، هوشنگ (فرخ ساجدی) که جوان شیادی است، به نسرین (مینو) دختر چنگیز ابراز علاقه می‌کند. حسن در بیابان کوزه‌ای می‌یابد که پریزادی (فروزان) درون کوزه زندانی شده‌است و بعد از اینکه حسن او را از درون کوزه آزاد می‌کند، پریزاد به حسن یاری می‌رساند تا طلب خود را از چنگیز بازپس گیرد. پریزاد حسن را به صورت مرد متمولی درمی‌آورد که صاحب ثروت فراوانی است و حسن اکنون که فردی متمول شده‌است و دل به عشق نسرین دارد، مبادرت به خواستگاری از نسرین می‌کند ولی پریزاد او را از اینکار منع می‌کند و به حسن می‌گوید که نسرین عاشق هوشنگ است و تنها به خاطر پول حسن است که به او ابراز علاقه می‌کند ولی حسن به حرف پریزاد گوش نمی‌دهد و همچنان دل به عشق نسرین و وصلت با او بسته‌است. بعد از اینکه به حسن ثابت می‌شود که نسرین تنها به خاطر پول می‌خواهد با او ازدواج کند از نسرین دل می‌کند و عاشق پریزاد می‌شود. در همین اثنا هم پریزاد عاشق حسن شده‌است ولی چون پریزاد حق ندارد عاشق انسان‌ها گردد از آسمان غولی به سوی آنها می‌آید و پریزاد را با خود به آسمان می‌برد. پس از آن حسن با دختری که کاملاً به پریزاد شباهت دارد، پیمان زناشویی می‌بندد.

## بازیگران
- فروزان
- رضا ارحام صدر
- فرخ ساجدی
- علی میری
- مینو ابریشمی در نقش نسرین
- خندان
- اکبر جنتی شیرازی
- رحیمی
- اکبر
- حسن رضایی
- اکبر خواجوی
- کرمانشاهی
- نریمان شیری فرد
- گیتی فروهر
- رهبری